# Drakbåts-VM för landslag 1999
Drakbåts-VM för landslag 1999 anordnades av IDBF i Nottingham i Storbritannien den 26–29 augusti. Distanserna var 200 meter, 500 meter och 1 000 meter. Det tävlades enbart i 20-mannabåtar i dam-, mixed- och open-klasser på junior-, premier- och master-nivå.

## Medaljtabell
| Pl.    | Nation         | Guld | Silver | Brons | Totalt |
| ------ | -------------- | ---- | ------ | ----- | ------ |
| 1      | Tyskland       | 9    | 2      | 1     | 12     |
| 2      | Storbritannien | 5    | 4      | 6     | 15     |
| 3      | Kina           | 3    | 0      | 0     | 3      |
| 4      | Kanada         | 0    | 4      | 4     | 8      |
| 5      | Italien        | 0    | 4      | 0     | 4      |
| 6      | USA            | 0    | 3      | 1     | 4      |
| 7      | Danmark        | 0    | 0      | 2     | 2      |
| 8      | Schweiz        | 0    | 0      | 1     | 1      |
| 9      | Australien     | 0    | 0      | 1     | 1      |
| NP     | Hongkong       | 0    | 0      | 0     | 0      |
| NP     | Nederländerna  | 0    | 0      | 0     | 0      |
| NP     | Polen          | 0    | 0      | 0     | 0      |
| NP     | Ryssland       | 0    | 0      | 0     | 0      |
| NP     | Sverige        | 0    | 0      | 0     | 0      |
| NP     | Sydafrika      | 0    | 0      | 0     | 0      |
| NP     | Ungern         | 0    | 0      | 0     | 0      |
| Totalt | Totalt         | 17   | 17     | 16    | 50     |

## Medaljsammanfattning

### Premier
| Klass                  | Guld | Silver | Brons |
| 250m, premier herrar   |      |        |       |
| 500m, premier herrar   |      |        |       |
| 1 000m, premier herrar |      |        |       |
| 250m, premier damer    |      |        |       |
| 500m, premier damer    |      |        |       |
| 1 000m, premier damer  |      |        |       |
| 250m, premier mixed    |      |        |       |
| 500m, premier mixed    |      |        |       |

### Junior
| Klass                 | Guld | Silver | Brons |
| 250m, junior herrar   |      |        |       |
| 500m, junior herrar   |      |        |       |
| 1 000m, junior herrar |      |        |       |
| 250m, junior mixed    |      |        |       |
| 500m, junior mixed    |      |        |       |

### Senior
| Klass               | Guld | Silver | Brons |
| 250m, senior herrar |      |        |       |
| 500m, senior herrar |      |        |       |
| 250m, senior mixed  |      |        |       |
| 500m, senior mixed  |      |        |       |